# Kilgore (Nebraska)
Kilgore es una villa ubicada en el condado de Cherry en el estado estadounidense de Nebraska. En el censo de 2010 tenía una población de 77 habitantes y una densidad poblacional de 66,36 personas por km².

## Geografía
Kilgore se encuentra ubicada en las coordenadas 42°56′21″N 100°57′26″O / 42.93917, -100.95722. Según la Oficina del Censo de los Estados Unidos, Kilgore tiene una superficie total de 1.16 km², de la cual 1.16 km² corresponden a tierra firme y (0%) 0 km² es agua.

## Demografía
Según el censo de 2010, había 77 personas residiendo en Kilgore. La densidad de población era de 66,36 hab./km². De los 77 habitantes, Kilgore estaba compuesto por el 74.03% blancos, el 2.6% eran afroamericanos, el 14.29% eran amerindios, el 0% eran asiáticos, el 0% eran isleños del Pacífico, el 0% eran de otras razas y el 9.09% pertenecían a dos o más razas. Del total de la población el 7.79% eran hispanos o latinos de cualquier raza.